# Baixo Reno
Baixo Reno (em francês:  Bas-Rhin) é um departamento da França localizado na antiga região Alsácia, que hoje integra a região Grande Leste. Sua capital é a cidade de Estrasburgo.
O conselho departamental do Baixo Reno foi fundido com o Alto Reno até 2021, esta fusão conduziu à criação da "collectivité européenne d'Alsace". Assim como os departamentos da Córsega, o Baixo Reno continuará a existir como um distrito departamental até 2021.